# SBB Re 4/4 II sorozat
Az SBB Re 4/4 II sorozat (Re 420) egy univerzális svájci villamosmozdony-sorozat, egyaránt jó szolgálatot tesz tehervonatok és személyvonatok előtt is.
Tengelynyomása csak 20 tonna, így jól bírja a kis íveket. 1964-ben három svájci gyár (SLM, BBC, MFO) egy konzorciumot hozott létre, és még ugyanebben az évben elkészült az első hat prototípus. 1967-ben ezt további 49, már sorozatban gyártott gép követte. Az 1969-ben legyártott kb. fél méterrel hosszabb második sorozat egy áramszedő helyett kettőt kapott. Néhány Re 4/4 II-es a vörös-fehér TEE színezésben hagyta el a gyártósort.
A svájci hegyi pályákon gyakran látni egy Re 4/4 II-est és egy Re 6/6-ost kapcsolva. Helyi vasutasok ezt tréfásan Re 10/10-nek hívják. Új sorozatszáma Re 420.
A mozdonyból összesen 277 db-ot gyártottak, 1964 és 1985 között, huszonegy év alatt több változatban készült, mindegyik gép fel lett szerelve a Svájcban használatos távvezérlési berendezéssel, a VST IIId-vel.

## A gyártás előzményei
Az Ae 6/6 sorozatú villamos mozdonyok megérkezésével lehetőség nyílt a Gotthárd-vasútvonal számára a gyors és erős mozdonyok használatára. Más vonalakon azonban csak a Gotthard-vasútról kiszorult SBB Ae 4/7 sorozatú mozdonyokat használhatták. Ezek a mozdonyok alacsony sebességük miatt alkalmatlanok voltak a magasabb kanyarodási sebességre, ezért nem kaphatták meg az az R sorozatjelet. Ugyanakkor a könnyű gyorsvonati mozdonyok mint az SBB Re 4/4 I sorozat és az SBB RBe 4/4 sorozatú motorkocsik, melyeket 1959 helyeztek üzembe, képesek voltak a könnyű gyorsvonatok nagyobb sebességű vontatására.
Az előbb említett problémák kiküszöbölésére az SBB szeretett volna beszerezni egy BB tengelyelrendezésű, az egész hálózaton bevethető mozdonyt. A győztes végül az SLM, a BBC, az MFO és az SAAS alkotta konzorcium lett. Hat erőteljes prototípust gyártottak, melyek külső dizájnját az előd Ae 6/6 mozdonytól kölcsönözték.
A 80 tonnás 4 700 kW teljesítményű mozdony messzemenően kielégítette a vevő igényeit. Kezdetekben a mozdonyt csak a tengelyelrendezéséről nevezték el Bo'Bo'-nak, mivel tengelyterhelése meghaladta a 16 tonnát, ezért a kor szabályainak megfelelően nem kaphatta meg az R sorozatjelölést (Re 4/4 helyett az Ae 4/4-t kellett volna használni). A kiterjedt és alapos vizsgálatok után megkapta az engedélyeket és a sorozat Re 4/4 II jelölést (mivel a BLS Ae 4/4 II sorozata is megkaphatta az Re 4/4 jelölést végsebessége miatt) kaphatott. Habár ezek a mozdonyok meghaladták a svájci előírásokban szereplő 16 tonnás tengelyterhelést, de a futásteljesítményük és pályára gyakorolt csekély hatásuk miatt mégis az R sorozatjelölést kaptak. Vasúti keresztségben sokáig megtartották becenevüket a sorozatjelölés nehézségei miatt használt BoBo-t.

## Szerkezete

### Mechanikai felépítés
Az Re 4/4 II két kéttengelyes forgóvázban elhelyezett egyedi hajtású villanymozdony. A tengelyek csavarrugókkal kapcsolódnak a forgóvázfőkerethez. A szekunder rugózásról csavarrugók (eredetileg gumirugók) gondoskodnak, melyek alacsonyan kapcsolódnak a mozdonyszekrényhez.
A húzóerők továbbítására a mozdonyszekrény és a forgóvázak között vonórudakat alkalmaznak.
A két forgóváz az ívekben történő jobb futásteljesítmény miatt keresztirányú összeköttetésekkel rendelkezik.

### Elektromos kialakítás
Az Re 4/4 mozdony klasszikus fokozatkapcsolós (NO32, MÁV V43) vezérlésű, ami a primer-nagyfeszültségű oldalon történő kapcsolást tesz lehetővé (a szekunder oldalon történő kapcsolást a nagy vontatási áramok megszakítása miatt nem alkalmazzák), mellyel a négy egyenáramú vontatómotor táplálását oldották meg. A mozdony villamos kialakítása rekuperációs, azaz visszatápláló fékezésre alkalmas.
A 11206 prototípus a BLS 4/4-hez hasonló nyomatékmódosító transzformátorokat kapott, mely alkalmas a vontatómotorok közti nyomaték és feszültségek (az egyedi villamos-vonatómotoros hajtás hátránya a billenőnyomatékok változása miatt a kerékperdülésre hajlamosság) kiegyenlítésre, de ezek nem kerültek a többi sorozatjárművekbe kialakításra.

## Kapcsolódó mozdonyok
Az Re 4/4 III csak a vontatómotor áttétel kialakításával különböznek az Re 4/4 II-től, mely miatt végsebességük 125 km/h-ra csökkent, de vonóerejük 200 kN-ra emelkedett 170 kN helyett. A mozdonyt 1967-ben gyártották a Südostbahn (SOB) számára Re 4/4 41 számon és kezdték tesztelni a Gotthard vonalon. 1971-ben 20 darabot gyártottak az SBB számára, melyek közül hármat eladtak az SOB számára 1983 és 1985 között. 1994 és 1996 között az SBB és az SOB között kötött megállapodás miatt gazdát cseréltek, és az Re 4/4 III az SBB-hez kerültek, míg a prototípus Re 4/4 IV az SOB tulajdonát képezték a továbbiakban.
Öt Re 4/4 III az EBT-hez került, melyek ma már 436 számon a Crossrail AG-nál üzemelnek.
Keskenynyomközű fajtája a típusnak az RhB-nél üzemelő RhB Ge 4/4 II sorozat.

## A gyártáskor történt változások
A prototípus mozdonyok (11101-11106, 11201-11206 eredetileg) csak egy ollós áramszedővel érkeztek, oldalukon fehér csík nélkül (mint az Ae 6/6), így az oldalankénti SBB-FFS vagy CFF-FFS felirat lentebb helyezkedett el, mint a sorozatjárműveken.
Az első széria mozdonyai (11107-11155) ugyanúgy egy ollós áramszedővel érkeztek, mint a prototípusok, de azoknál 100 mm-rel hosszabbak voltak.
A második széria mozdonyai (11156-11349 és 11371-11397, a köztük lévő pályaszámok az a huszonkettő, amit az MThB és EBT számára gyártottak), két félpantográf áramszedővel érkeztek, 15 410 mm, azaz majdnem fél méterrel hosszabb mozdonyszekrénnyel, de azonos forgócsaptávolsággal és némileg áramvonalasabb homlokfallal érkeztek.

## Képek

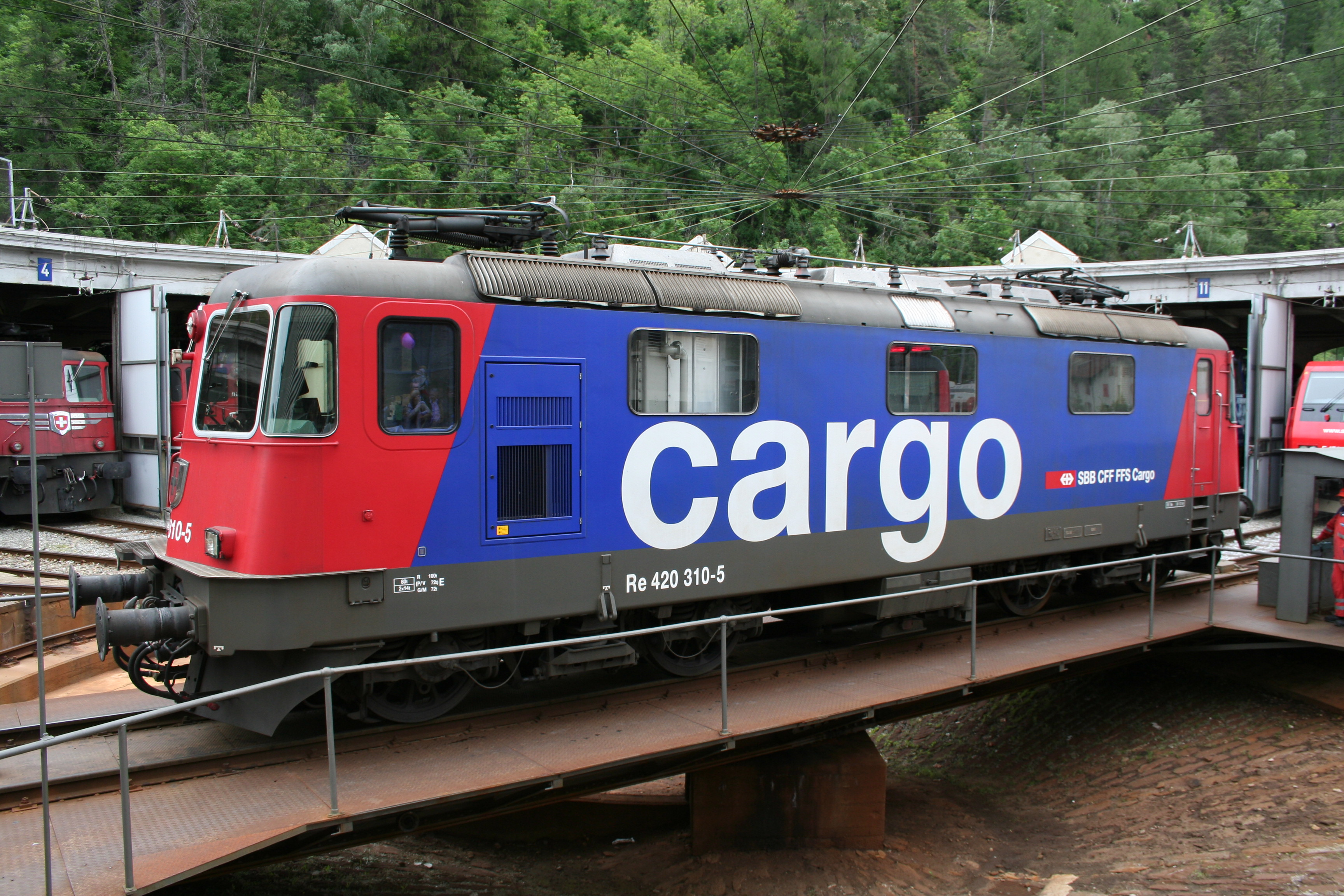
Re 420 310-5 az új SBB Cargo festésben
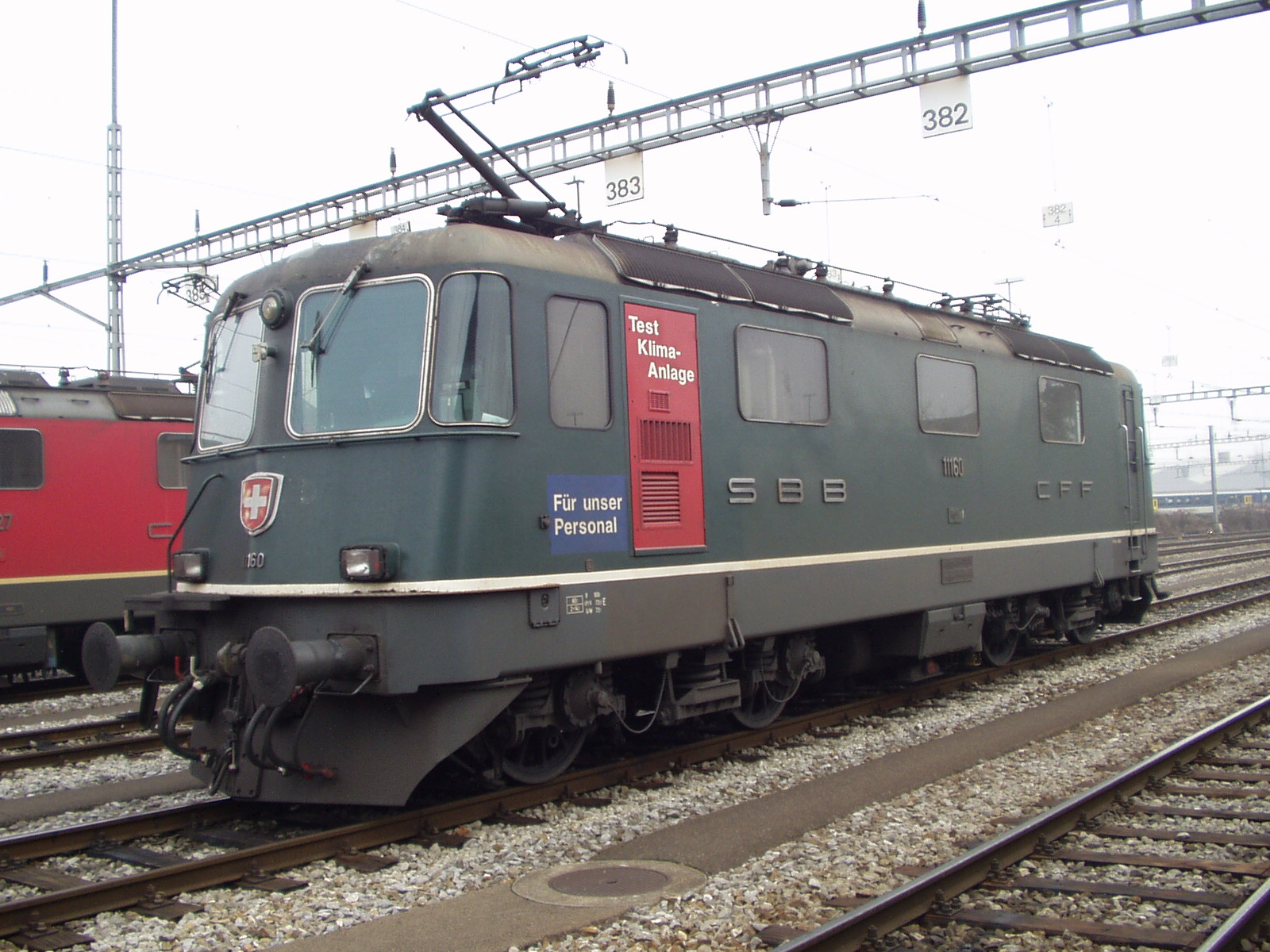
Re 4/4 II 11160 az első mozdony légkondicionálóval
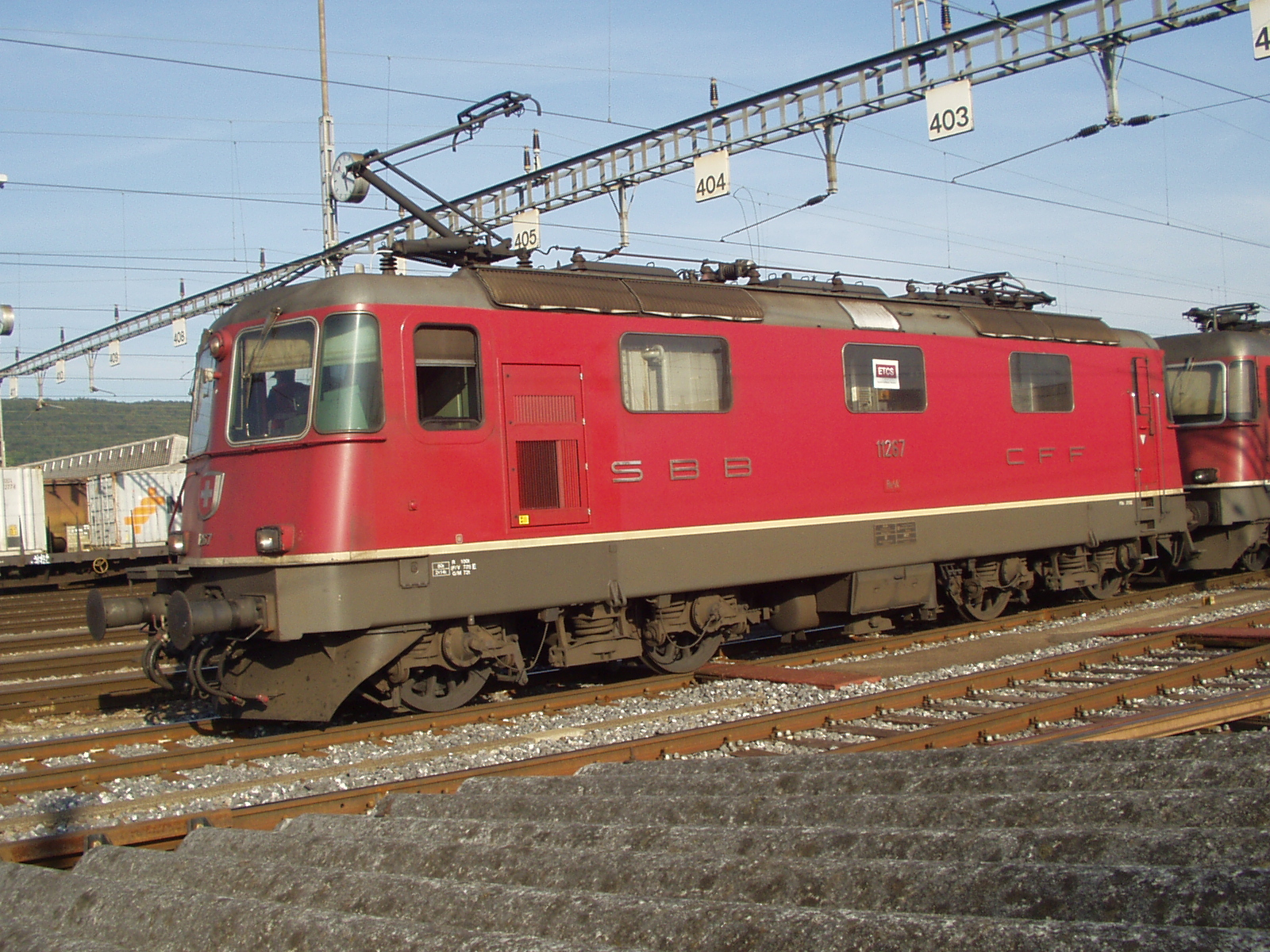
Re 4/4 II 11267, modernizálva: vörös festés, légkondicionáló, négyszögletes fényszórók, UIC-csatlás
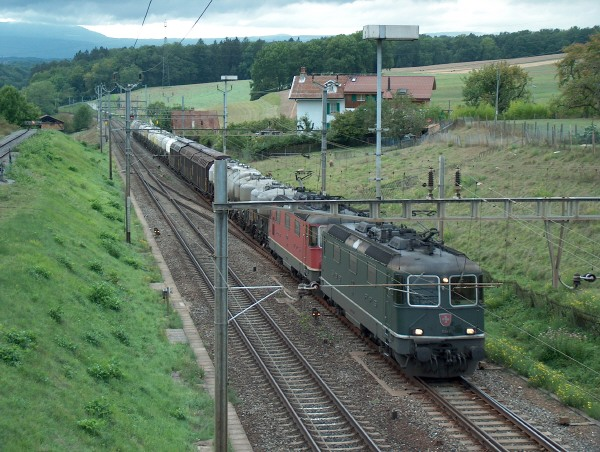
Két Re 420-as mozdony egy tehervonattal
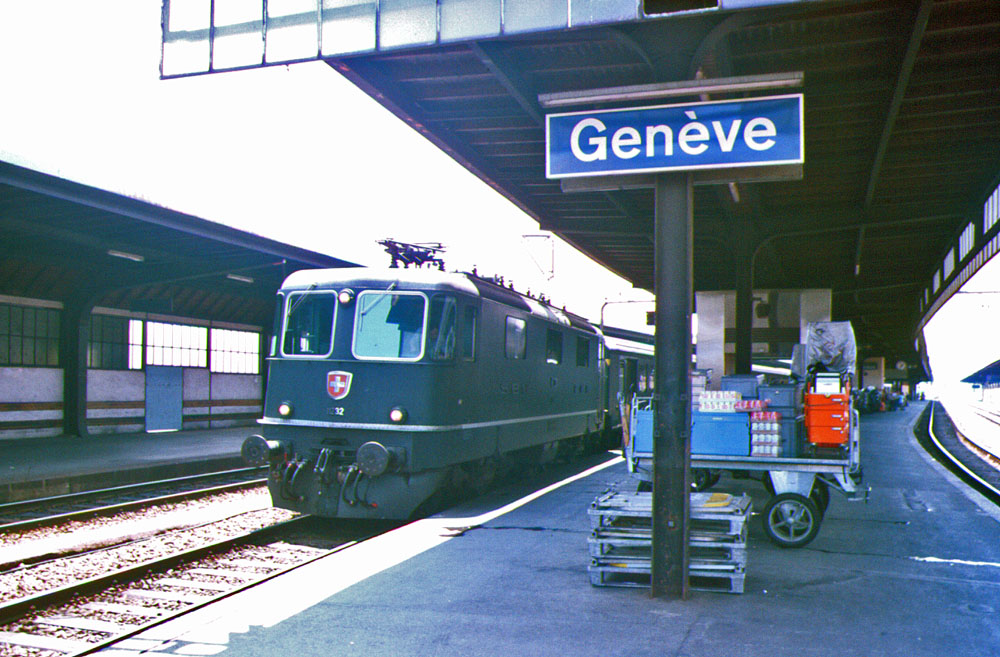
Egy nem modernizált mozdony Genfben
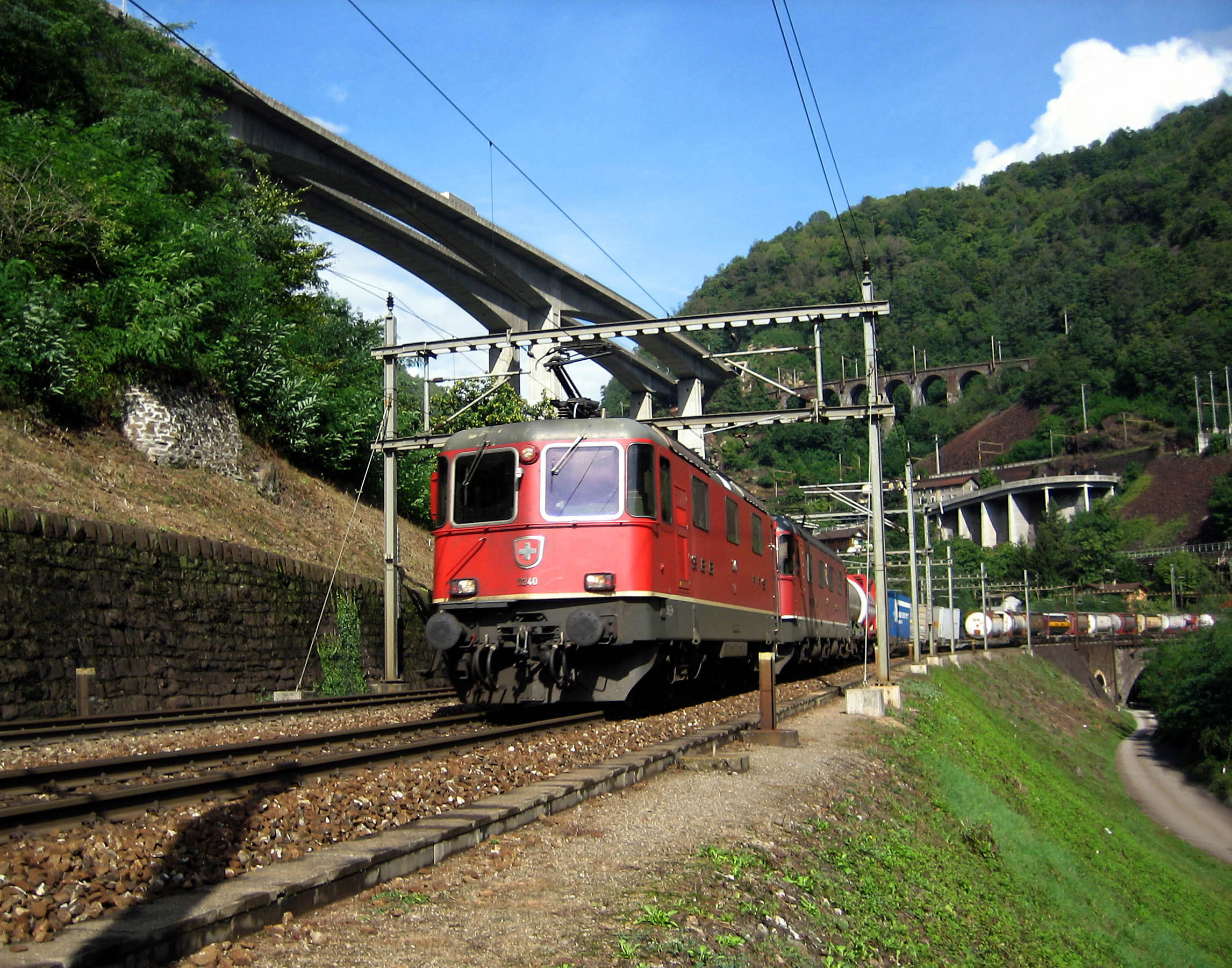
Egy Re 420 és egy Re 620 vontat egy tehervonatot a Gotthard-vonalon